# Драгослав Ражнатович
Драгослав Ражнатович (19 квітня 1941) — югославський баскетболіст.
Учасник Олімпійських Ігор 1964, 1968 років.
Срібний призер Олімпійських ігор 1968 року.